# Йемане, Давит
Давит Йемане (англ. Dawit Yemane, род. 1 января 1998) — эритрейский шоссейный велогонщик.

## Карьера
Давит Йемане добился своих первых заметных результатов в 2017 году, финишировав 7-м в Туре Эритреи и 12-м на чемпионате Эритреи в групповой гонке. На Тур дю Фасо он занял четвертое место на этапе и 13-е в генеральной классификации. В конце года на Туре Бухты Цюаньчжоу стал третьим в генеральной классификации и первым в горной классификации.
В декабре 2018 года выиграл первый этап, а затем и генеральную классификацию китайской многодневной гонки Тур Паньчжихуа, не включенной в календарь UCI.
В 2019 годы принял участие в Африканских играх, прошедших в Марокко.
В 2021 году летом на чемпионате Эритреи стал чемпионом в групповой гонке и третьим в индивидуальной гонке. А осенью стал членом континентальной команды Bike Aid и принял участие на чемпионате мира.

## Достижения
2017
3-й на Тур Бухты Цюаньчжоу
2018
Тур Паньчжихуа
1-й в генеральной классификации
1-й этап
2-й на Кубок Африки RR
2021
 Чемпион Эритреи — групповая гонка
3-й на Чемпионат Эритреи — индивидуальная гонка

## Рейтинги
| Год                 | 2017   | 2018   | 2019  | 2020   | 2021  | 2022  | 2023  | 2024  |
| ------------------- | ------ | ------ | ----- | ------ | ----- | ----- | ----- | ----- |
| Мировой рейтинг UCI | 2320-й | 1649-й | 533-й | 1321-й | 494-й | 277-й | 547-й | 467-й |
| Азиатский тур UCI   | -      | 284-й  |       |        |       |       |       |       |
| Африканский тур UCI | 198-й  | -      | 24-й  | 52-й   | 16-й  | 6-й   | 23-й  | 18-й  |
|                     |        |        |       |        |       |       |       |       |
| Источник: UCI       |        |        |       |        |       |       |       |       |